# Zalesie Borowe
Zalesie Borowe (prononciation : [zaˈlɛɕɛ bɔˈrɔvɛ]) est un village polonais de la gmina de Serock dans le powiat de Legionowo de la voïvodie de Mazovie dans le centre-est de la Pologne.

## Histoire
De 1975 à 1998, le village appartenait administrativement à la voïvodie de Varsovie.